# Тарновский, Сергей Владимирович
Серге́й Влади́мирович Тарно́вский (3 ноября 1883, Киев — 22 марта 1976, Лос-Анджелес, Калифорния) — русский, советский и американский пианист и музыкальный педагог.

## Биография
Окончил Санкт-Петербургскую консерваторию по классу Анны Есиповой. Гастролировал в разных странах Европы как солист вместе с дирижёром Василием Сафоновым. Выступал также как аккомпаниатор со скрипачом Натаном Мильштейном и певицей Марией Куренко.
Педагогическая деятельность Тарновского длилась более 60 лет. Преподавал в Одессе, затем был профессором Киевской консерватории — в Киеве его учениками были, в частности, Владимир Горовиц и Александр Юнинский.
В 1928 году эмигрировал в Париж, с 1930 года обосновался в США.
Преподавал в Лос-Анджелесе, где среди его учеников был, например, Орасио Гутьеррес. Среди последних учеников Тарновского в середине 1970-х была Мэделин Стоу, после смерти Тарновского отказавшаяся от музыкальной карьеры и сделавшая вместо этого актёрскую.